# 依斯干达滨海快速公路
依斯干达滨海高速公路（简称LPPI，简称ICH），前称新山西海岸大道，是马来西亚柔佛州新山县的一条高速公路。23公里长的高速公路衔接位于西部的依斯干達公主城至位于东部的新山。这条高速公路是免费的，属于马来西亚依斯干达经济特区计划的一部分。依斯干达滨海高速公路成为继巴西古当快速公路、第二通道高速公路（笨珍 - 新山线）、士乃－迪沙鲁大道和新山东海岸林荫公路之后依斯干達经济特区内第五条东西向的高速公路。

## 背景
联邦52号公路的0公里处位于依斯干达公主城的礼让交通圈。
柔佛州J1公路的0公里处位于新山市中心，里程碑则设在新山市政厅（MBJB）总部附近。

## 历史
依斯干达滨海高速公路的前身是新山西海岸大道。这条8公里长的高速公路在士姑来快速公路竣工前是联邦1号公路的一部分。1965年马新分家后，新山作为新加坡人的贸易中心的重要性日益增加，促使政府决定建设士姑来快速公路。士姑来高速公路穿过了新山西海岸大道，并且取代了新山西海岸大道成为柔佛州1号公路的一部分，而通往士姑来快速公路的士姑来路则成为新山主要的沿海公路。
1996年，作为新山西海岸大道中的独立车道的敦斯理拉南路完工。这项工程是新山水上浮城计划的一部分。但由于成本过高，这项计划最终遭到放弃，只完成了敦斯理拉南路和另一项工程。
2002年，柔佛州政府提出了金海湾计划以复苏原有的公主泻湖（Lagun Puteri）以及丽都海边并促进新山西部的经济。金海湾计划包含了一项将4公里长、双向双车道的士姑来路提升为双向四车道的工程，并于2003年竣工。

### 新滨海高速公路（依斯干达公主城－金海湾）
2006年7月30日，马来西亚依斯干达经济特区（IDR）推出后，政府宣布将建造一条新的滨海高速公路以衔接依斯干達公主城至金海湾。这包括了6个新的交通枢纽：士姑来交界处（金海湾交界处）、柏伶花园菱形立体交界处、武吉英达菱形立体交界处、努沙再也（北）四叶型交界处、马来西亚乐高乐园交界处以及依斯干達公主城环岛型交界处。这项工程于2008年展开，并于2011年8月竣工。新山西海岸大道和新滨海高速公路现已结合为依斯干达滨海高速公路。
2013年，衔接依斯干達公主城至滨海湾的苏丹依斯干达高速公路被编列为联邦52号公路，并颁布在宪报中。

### 滨海高速公路南部通道（CHSL）
长达5.2公里的滨海高速公路南部通道是依斯干达滨海高速公路公路的延伸部分，将东北部的美迪尼连接到西北部、位于第二通道高速公路的丹戎帕拉帕斯港交界处。这项工程的一站式承包商是双威集团和依斯干达投资机构的全资子公－SJIC Bina私人有限公司这项工程于2015年动工，并于2017年11月29日通车。

## 特点
- 依斯干达滨海大桥。
- 前往马来西亚乐高乐园的主要路线。
- 从依斯干達城前往新山的拟定路线。

联邦52号公路和柔佛州J1公路的是大部分路段按照马来西亚公共工程局R5道路标准建造的，最高时速为每小时90公里。
这条高速公路没有替代路线，也没有摩托车专用车道。

### 重叠
- 依斯干達城大道（英语：Lebuh Kota Iskandar）（礼让交通圈－依斯干達公主城交通圈交界处）
- J106 登加河路（英语：Jalan Sungai Danga）（柏伶花园－甘榜双溪登加）